# ليتل اسباين

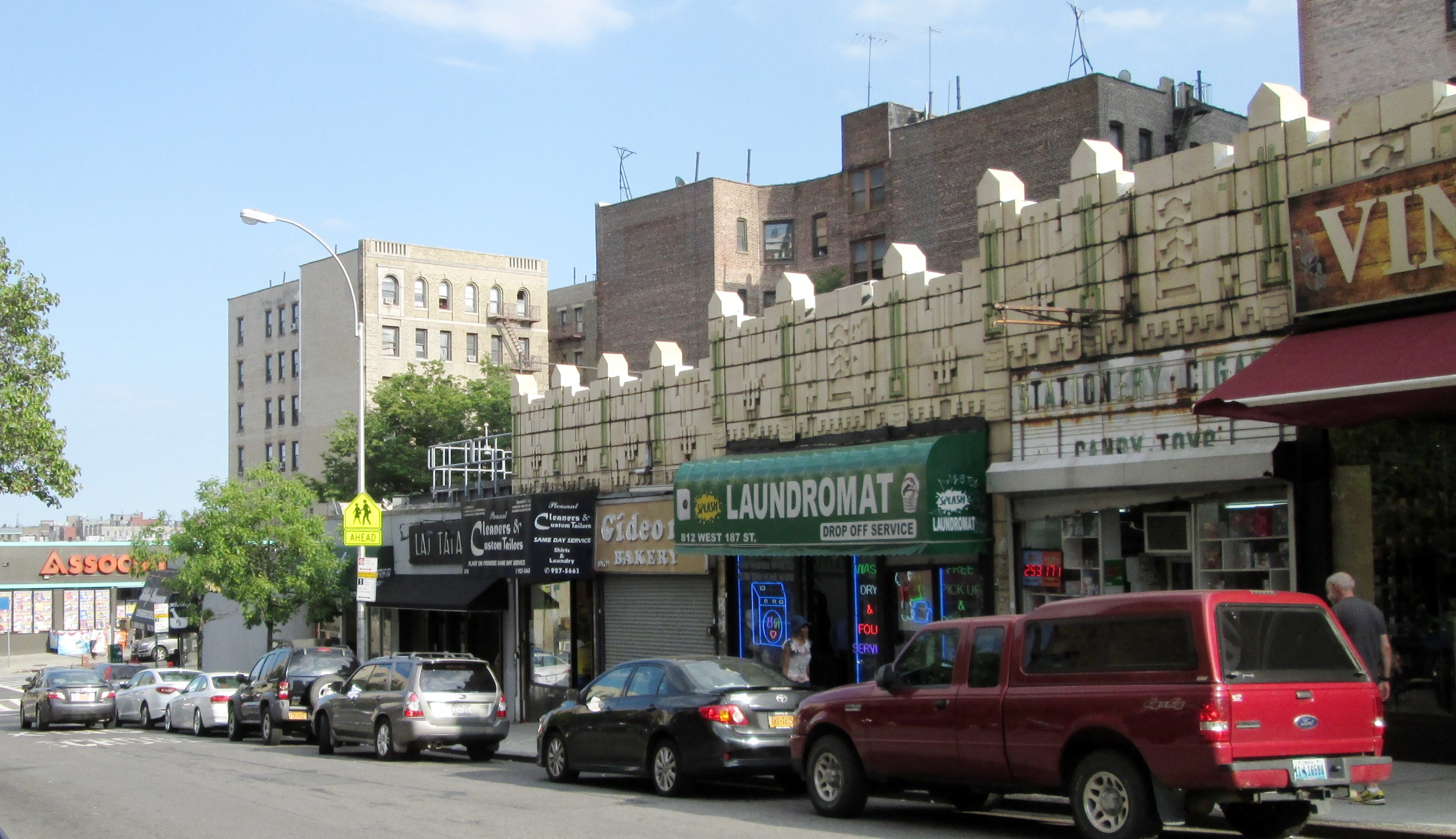

ليتل اسباين بالعربية (إسبانيا الصغيرة) كان حيا صغيرا ب جزيرة منهاتان، بمدينة مدينة نيويوك.تعود تسميته هذه نظرا لإستيطان عدد كبير من المهاجرين القادمين إسبانيا بهذا الحي.

## الموقع
«إسبانيا الصغيرة» كان يتموقع في ضواحي غرب الشارع 14 1, بين الشارعين ال
سابع والتاسع 2. وكانت هذه المنطقة من الشارع 14 محور النشاط الإسباني. المهاجرين واغلبيتهم غاليسيا والكورنيش الكنطبري والذين استقروا بكثافة بالمنطقة من الحي 11 إلى الحي 17. هذا الاستقرار سببه القرب من ارصفة تشيلسي حيث كانت ترسى العديد من السفن التحارية وعابرات المحيط. منذ منتصف القرن XIX , وجد الاسبان فرصة عمل وسط المجتمغين الإيرلندي والإيطالي اللذان فرضوا سيطرتهم على المنطقة التي عرفت باسم «منطقة تعليب اللحوم» شمال غرب القرية الغربية. غالبية المهاجرين الاسبان الذين توافدوا على نيويورك، قدموا من فلوريدا ومن كوبا لاحقا وباعداد كبيرة بعد اندلاع الحرب الاهلية.
عج ليتل اسباين بكثير من المطاعم والمتاجر المشهورة، نذكر على سبيل المثال، كورونيا، فالنسيا، ميزون فلامنكو، غرانادوس، ايبرو، الفارو، متجر النسيج ايبريا ومطعم كاسا مونيو الذي كان يتواجد ب 210, غرب الشارع 14 منذ 1929 إلى بداية الثمانينات.
عام 2010, تم تصوير الوثِائقي ليتل اسباين3, كتابة واخراج آرثر بالدر4. بعد اقامته كفنان بالجمعية الخيرية الإسبانية5, قام آرثر بالدر بجمع عدة ارشيفات لم يسبق نشرها من قبل. ملفات تحتوي على أكثر من 450 صورة والتي بفضلها تمت، وبطريقة معقولة، إعادة تصوير تطور الحي الإسباني بمنهاتان. يضم الشريط ارشيفا يعرف بليتل اسباين منذ بداية القرن العشرين إلى اختفائه في التسعينات.
كغيره من احياء المهاجرين بمنهاتان، على سبيل المثال ليتل إيطالي، كانت لليتل اسباين احتفاليته الخاصة، يتعلق الامر بسانتياغو ابوستول، كانت تقام شهر يونيو واستمرت إلى منتصف التسعينات. كانت صورة القديس رمزا للانتماء بالنسبة للمجتمع والإسباني، تعرض في مسيرة في شارع 14 الذي يقطع أمام حركة المرور ولمدة أسبوع كامل. بهذه المناسبة، تقام مهرجانات للطبخ وعروض من الفولكلور الإسباني.
قي قلب ليتل اسباين، كان هناك مركزان للتواصل الاجتماعي، يتعلق الامر بالجمعية الخيرية الإسبانية المعروفة بالوطنية وبالكنيسة سيدتنا غوادلوبي التي قدمت لأول مرة بمنهاتان قداس باللغة الإسبانية للناطقين باللغة الإسبانية.